# جانگان-دونگ
جانگان-دونگ (به لاتین: Jangan-dong) یک منطقهٔ مسکونی در کره جنوبی است که در Dongdaemun District واقع شده‌است.

## نگارخانه

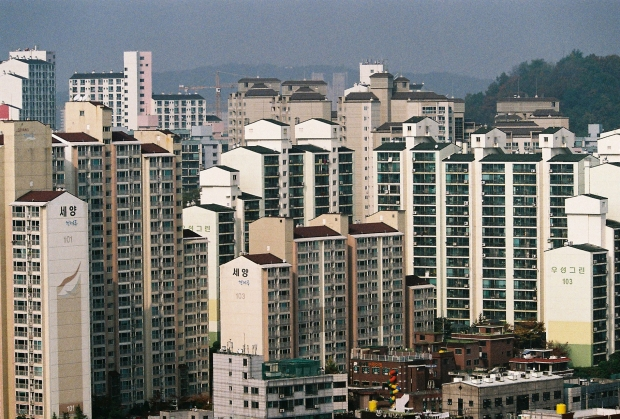
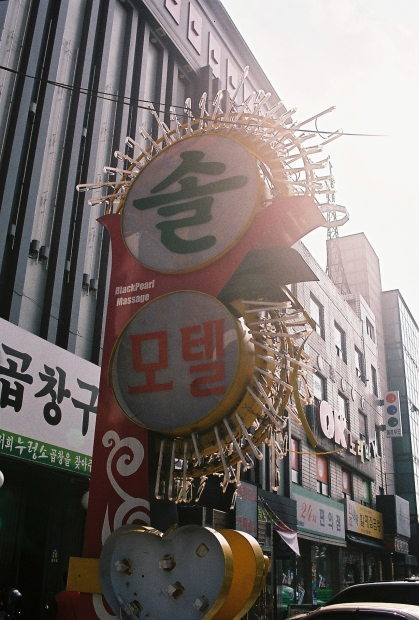